# Antônio Maurício da Rocha
Antônio Maurício da Rocha (Belo Horizonte, 1927 – São Paulo, 2001) foi um engenheiro e empresário do Brasil.
Graduou-se em engenharia civil e elétrica pela Escola de Engenharia da UFMG - Universidade Federal de Minas Gerais.
Antônio Mauricio da Rocha foi participante de uma geração influenciada por ideais do desenvolvimentismo econômico nacionalista quando fervilhavam os argumentos de pensadores brasileiros como o general de brigada Nelson Werneck Sodré, Caio Prado Júnior e o ministro Celso Furtado bem como de teóricos estrangeiros como Gunnar Myrdal, Walt Whitman Rostow, Paul A. Baran e Joseph Schumpeter. Antonio Mauricio foi um simpatizante dos pensadores sociais democratas e empresário ligado ao desenvolvimentismo econômico nacionalista, durante as décadas de 1950 a 1980 (cf. Paiva Abreu (org.), ed. cit., capítulo "Democracia com Desenvolvimento", pp. 157-178)
Em pleno ambiente de idealismo desenvolvimentista, Antônio Mauricio da Rocha fundou, em 1955, a TENENGE- Técnica Nacional de Engenharia, empresa de construção industrial, que teve participação notável no desenvolvimento da tecnologia brasileira: “A brasileira Técnica Nacional de Engenharia (TENENGE) foi fundada em 1955 por Antônio Mauricio da Rocha e historicamente teve a Petrobrás como cliente. Atuou na montagem de siderúrgicas, hidrelétricas (incluindo ITAIPU), refinarias e metalúrgicas. Uma das quatro maiores do país nos anos 70, a empresa foi levada à primeira posição dentre as firmas de montagem industrial após 1982, com atuação na construção e montagem das plataformas da Petrobrás, virando uma das maiores empresas de engenharia do Brasil”. (Campos, 2012., p.127)
Comandou a TENENGE por três décadas, de 1955 a 1986. O desenvolvimento econômico do Brasil neste período de industrialização foi significativo nos setores siderúrgico, energético e petrolífero, nos quais sua empresa era capacitada, desenvolvendo competência técnica nacional e formação de gerações de engenheiros.
Sob sua liderança, a TENENGE tornou-se uma das principais construtoras da América do Sul, tendo participado das mais significativas grandes obras do país (incluindo as usinas hidrelétricas de Ilha Solteira, Capivara, Itaipu e Tucuruí; plataformas off shore e refinarias de petróleo da Petrobrás; usinas siderúrgicas como a USIMINAS, CST, CSN, Açominas, Cosipa, dentre outras; fábricas de papel e celulose; indústrias de cimento, etc..).
- «Antonio Maurício da Rocha - Fundador da TENENGE»

Com a crise do petróleo de 1973, e com reservas conhecidas e produção no Brasil ainda insuficientes frente às necessidades do país, Antônio Mauricio da Rocha investiu recursos próprios no desenvolvimento tecnológico de um processo integralmente nacional para utilização do xisto betuminoso, que propiciaria a substituição de importação do óleo produzido por países da OPEP objetivando a xistoquímica. A TENENGE tornou-se titular, juntamente com o engenheiro Luigi Fornoni, de uma patente inédita para utilização do xisto betuminoso. Associou-se à empresa petrolífera Occidental Petroleum Corporation de Los Angeles, na época presidida pelo legendário Armmand Hammer, principal detentora de know-how na área de shale oil no mundo, visando a exportação da tecnologia. Por razões político econômicas não conseguiu viabilizar esta alternativa energética para o Brasil. As maiores reservas mundiais de xisto encontram-se no Brasil, na Rússia, China e Estados Unidos da América.
Líder empresarial consultado pelas maiores lideranças civis da época, de Juscelino Kubitschek a Tancredo Neves, Antônio Mauricio da Rocha, nos tempos de distensão política, aceitou, em 1975, o convite do governador de São Paulo, Paulo Egydio Martins, para presidir o IPT- Instituto de Pesquisas Tecnológicas, um dos centros de excelência em pesquisa tecnológica da América Latina. Continuou presidindo o IPT até o final do mandato de Paulo Egydio, pedindo demissão quando da posse do governador seguinte. (cf. Paulo Egydio Martins, Paulo Egydio conta, ed. cit. p. 54-55)
Durante sua liderança, a TENENGE atingiu o ápice em 1983, quando foi considerada a empresa do ano em construção pesada pela revista Exame na publicação “Maiores e Melhores”. O Brasil já vivia então os anos da abertura política.
Na década de 1980 consolidava-se no Brasil um processo que levou o país a um verdadeiro capitalismo de Estado. Antônio Mauricio percebeu os primeiros sinais de declínio do ciclo das grandes obras industriais no Brasil com a incapacidade Estatal de investimento. Com os significativos e persistentes atrasos nos pagamentos de obras de sustentação realizadas pela TENENGE, a hiperinflação erodindo os valores, e o fim da construção de plataformas marítimas de petróleo no Brasil, Antônio Mauricio da Rocha vivenciou a diminuição na velocidade de geração de caixa da empresa, a redução da demanda por novos serviços e a consequente queda da taxa média de lucro. Com isto foi configurada a perda de capacidade da promoção de novos investimentos para diversificação e internacionalização da TENENGE. Deve-se ressaltar, entretanto, que a Petrobrás e a Vale não atrasavam pagamentos. (O investimento público e o desenvolvimento econômico do Brasil)
Ainda na década de 1980, vislumbrava-se um novo modelo neoliberal de desenvolvimento representado por uma tríplice aliança entre o capital das elites nacionais, do Estado e das empresas multinacionais, inclusive com as potenciais privatizações. Sua referência era o economista Peter B. Evans, no livro Dependent Development.
Em 1986, Antônio Mauricio da Rocha, o fundador e o acionista controlador da TENENGE, Miguel Mauricio da Rocha Neto,  negociaram integralmente a TENENGE e desta forma alienaram 100% do capital da empresa. Os acervos técnico, humano e de equipamentos, bem como a marca e fundo de comércio da TENENGE eram notáveis. A multinacional Bechtel Corporation, da Califórnia, maior empresa de engenharia e construção do mundo, manifestou interesse, mas quem teve a preferência na compra foi a brasileira Construtora Norberto Odebrecht (atual OEC), empresa de construção civil pesada. As principais congêneres nacionais da TENENGE, com capacidade ociosa relevante, não resistiriam à futura conjuntura.
Antonio Maurício da Rocha foi o primogênito do engenheiro e matemático Miguel Mauricio da Rocha.